# Rivière-Saas-et-Gourby
Rivière-Saas-et-Gourby là một xã, thuộc tỉnh Landes trong vùng Nouvelle-Aquitaine. Xã này có diện tích 27,37 km², dân số năm 2006 là 1107 người. Xã này nằm ở khu vực có độ cao trung bình 7 mét trên mực nước biển.

## Biến động dân số
| Năm | 1962 | 1968 | 1975 | 1982 | 1990 | 1999 | 2006  |
| --- | ---- | ---- | ---- | ---- | ---- | ---- | ----- |
| Dân số | 693  | 698  | 699  | 675  | 809  | 939  | 1 107 |
| From the year 1962 on: No double counting—residents of multiple communes (e.g. students and military personnel) are counted only once. |      |      |      |      |      |      |       |